# La paix est notre nation
La paix est notre nation (en monténégrin Мир је наша нација, Mir je naša nacija, en abrégé MNN) est une coalition politique centriste pro-européenne et attrape-tout monténégrine créée le 12 juillet 2020.

## Partis membres
| Nom | Nom                                           | Idéologie                                                | Dirigeant        |
| --- | --------------------------------------------- | -------------------------------------------------------- | ---------------- |
|     | Monténégro démocratique (DCG)                 | Centre Libéral-conservatisme, europhilie                 | Aleksa Bečić     |
|     | Alliance démocratique (DEMOS)                 | Centre droit Libéral-conservatisme, europhilie           | Miodrag Lekić    |
|     | Nouvelle Gauche (NL)                          | Centre gauche Social-démocratie, socialisme démocratique | Saša Mijović     |
|     | Parti des retraités et handicapés unis (PUPI) | Centre Défense des retraités, justice sociale            | Momir Joksimović |

## Résultats électoraux
| Année | Chef de file | Voix   | %     | #  | Sièges  | Gouvernement                                   |
| ----- | ------------ | ------ | ----- | -- | ------- | ---------------------------------------------- |
| 2020  | Aleksa Bečić | 51 297 | 12,54 | 3e | 10 / 81 | Krivokapić (2020-2022), opposition (2022-2023) |